# 山形県消防防災航空隊
山形県消防防災航空隊（やまがたけんしょうぼうぼうさいこうくうたい）は、山形県東根市山形空港に本部を置く防災航空隊である。山形県総合防災課が管轄している。

## 概要
1998年から運用を始めた。

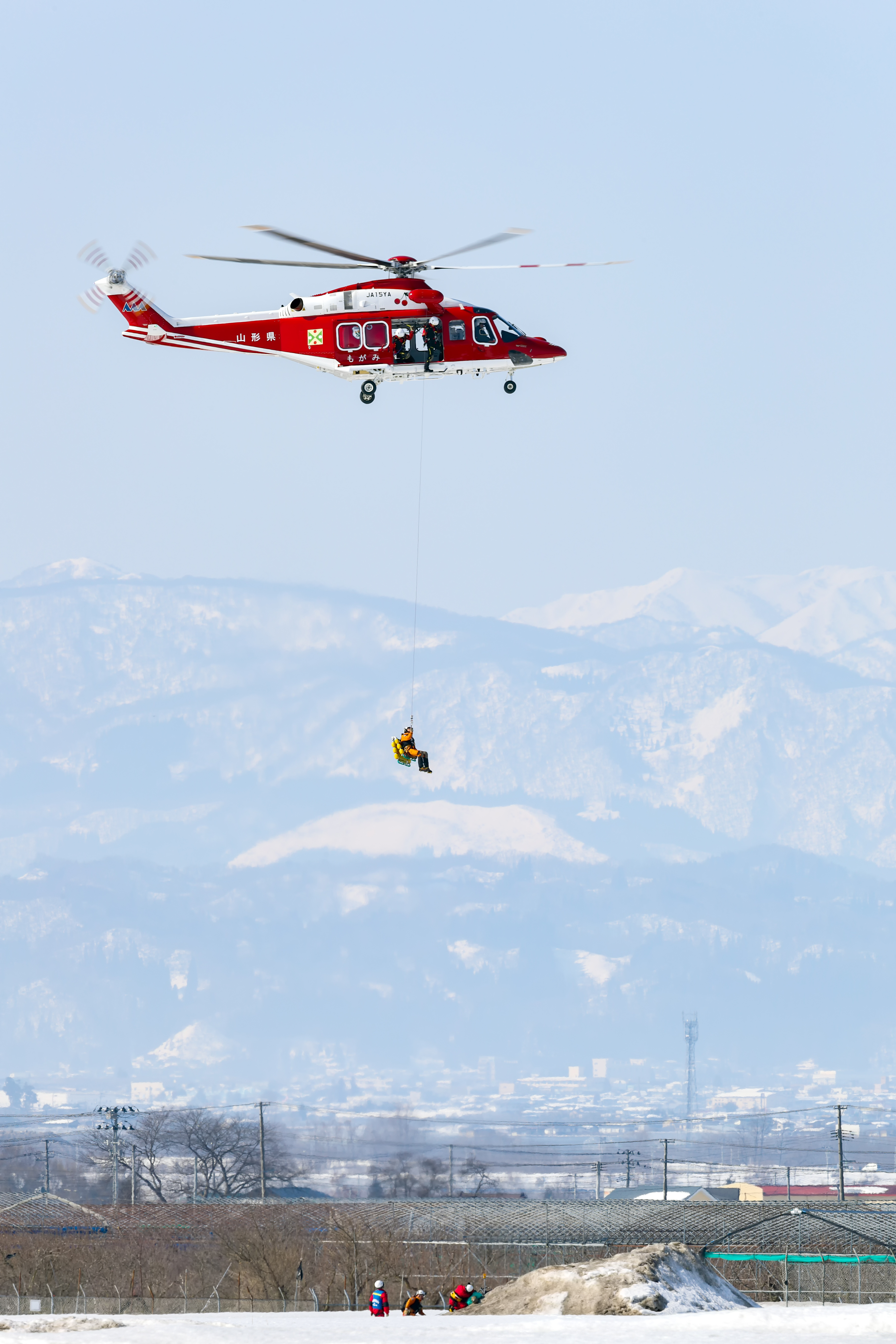
山形空港で救難訓練を行う、AW139 もがみ

使用機体はアグスタウェストランド社製のAW139（旧機体はアエロスパシアルAS 365N2型）。
運用ヘリコプターの名前は「もがみ」。山形県を流れる最上川から名付けられた。
消防防災ヘリコプターの運用は民間会社に委託して行われているが、パイロットや整備要員以外の隊員は、県内消防本部の救助隊員から選抜されて派遣される。
基本的に運用範囲は山形県内のみだが、近隣県からの要請があれば向かうことができる。2004年の新潟・福島豪雨災害及び新潟県中越地震、2008年6月の岩手・宮城内陸地震、2011年3月11日の東北地方太平洋沖地震に伴う東日本大震災などに緊急消防援助隊山形県隊の航空小隊として派遣されている。
山形県消防防災航空隊が発足される以前は、主な業務を山形県警察ヘリ「がっさん」や陸上自衛隊第6師団第6飛行隊などに委託していた（いずれも山形空港内に所在）。
出動先としては、山菜シーズンや冬季に多く発生する山岳遭難や滑落事故等の山岳救助がほとんどを占め、その他、絶海の孤島である飛島における急患の緊急搬送、山火事への対応、不法投棄された産業廃棄物の調査などを行っている。「もがみ」は、山形全県を20分でカバーすることができる

## 運航体制
- 運航基地：山形空港
- 運航時間：8:30~17:15(緊急運航は日の出から日没)
- 運航委託：東北エアサービス
- 構成人数：山形県内消防本部の救助隊員10名(隊長1名、副隊長3名、隊員6名)、東北エアサービス（操縦士2名、運行管理1名、整備士2名）

## 任務
- 火災防御活動 林野火災の消火や中高層建物、大規模火災の情報収集を行う。
- 救出救助活動 山岳遭難事故の捜索および山岳救助活動、大規模火災での救助、水難救助活動、災害などで孤立した場所での被災者の救出を行う。
- 航空救急活動 離島などの交通遠隔地からの救急搬送、医師の派遣、転院搬送などを行う。搬送先としては山形県立中央病院への搬送が多く、その他、日本海総合病院（飛島からの急患搬送など）、公立置賜総合病院（飯豊山での山岳遭難など）の付属ヘリポートへ搬送することも多々ある。
- 災害応急活動 災害時の情報収集・伝達、物資・人員の搬送を行う。

その他の業務として、消防災訓練や、隣県等で災害が発生した場合の広域航空消防防災応援活動や緊急消防援助隊山形県としての活動などを行っている。
出動が長時間に及ぶと予測される場合は、ジェット燃料やサーチライトなどを搭載した、災害対策支援車が出動し、後方支援を行う。